# برايان أوسوليفان
برايان أوسوليفان (بالإنجليزية: Brian O'Sullivan)‏ هو لاعب قذف أيرلندي، ولد في 1992 في Ballygunner ‏ في جمهورية أيرلندا.